# Susceptibilidad eléctrica
La susceptibilidad eléctrica {\displaystyle \chi _{e}} es la relación tensorial entre un campo eléctrico aplicado {\displaystyle {\vec {E}}} y la polarización eléctrica inducida {\displaystyle {\vec {P}}}. En la mayoría de las aplicaciones este tensor es utilizado como una constante de proporcionalidad. La relación entre ambas entidades vectoriales queda definida como:
{\displaystyle {\vec {P}}=\varepsilon _{0}\chi _{e}{\vec {E}}}
donde {\displaystyle \varepsilon _{0}} es la permitividad eléctrica del vacío.
También relaciona la permitividad del medio estudiado respecto al del vacío:
{\displaystyle \varepsilon =\varepsilon _{0}(1+\chi _{e})}

## Propiedades
- En el vacío la susceptibilidad eléctrica es nula.
- Siempre es ≥ 0.